# J·考特妮·沙利文
朱莉·考特妮·沙利文(英语：Julie Courtney Sullivan，1982年 - ），亦作J·考特尼·沙利文，美国小说家。

## 生平
沙利文在马萨诸塞州波士顿长大。她曾就读于马萨诸塞州北安普敦的史密斯学院，主修维多利亚时代文学，获得过艾伦·哈特菲尔德最佳短篇小说奖、诺玛·M·莱斯奖和因为女性主题研究获得珍妮·麦克法兰奖。
她毕业于2003年，然后搬到纽约并开始为Allure杂志工作。沙利文后来又为纽约时报工作了四年。此后，她的作品出现在《纽约时报书评》、《芝加哥论坛报》、《纽约》、《纽约观察家报》、《男士时尚》、《Elle》和《魅力》等众多杂志上。
沙利文来自于一个爱尔兰天主教家庭，那里的许多女性都使用中间名而不是名字。她为Allure写的第一篇作品以“考特妮·沙利文”的名义出版，但此后不久她又将”J“添加回来。
她自称是一个女权主义者，这一立场反映在她的虚构和非虚构作品中。2006年，她为纽约时报的“现代爱情”专栏撰写了一篇关于约会经历的文章，并于2010年共同编辑了一本名为《点击：当我们知道我们是女权主义者时》的女权主义论文集。她的小说突出地处理了女性角色之间的关系。2017年，沙利文为她童年最爱之一的新版本《绿山墙的安妮》撰写了前言，该版本由企鹅经典出版。
沙利文与她的丈夫凯文·约翰内森和他们的儿子一起住在布鲁克林卡罗尔花园。她从小就是罗马天主教徒。她现在认为自己是一个“冷淡教友”，但仍然祈祷并在静修时参观修道院。

## 作品

### 虚构作品
- 《毕业典礼》 2010年
- 《缅因》 2011年
- 《订婚》 2013年
- 《适合所有场合的圣徒》 2017年
- 《朋友与陌生人》 2020年

### 非虚构作品
- 《爱的秘密货币》 2009年 - 特约散文作者
- 《单击：当我们知道我们是女权主义者时》 2010年 - 共同编辑
- 《绿山墙的安妮》 2017年 - 前言